# Olena Starikova
Olena Viktorivna Starikova (in ucraino Олена Вікторівна Старікова?; Charkiv, 22 aprile 1996) è una pistard ucraina, vincitrice della medaglia d'argento nella velocità ai Giochi olimpici 2020.

## Palmarès
- 2016

Grand Prix Galychyna, Velocità
Grand Prix Galychyna, 500 metri a cronometro
Grand Prix Galychyna, Keirin
- 2017

Campionati europei, Velocità Under-23
4ª prova Coppa del mondo 2017-2018, Velocità a squadre (Santiago del Cile, con Ljubov Basova)
- 2018

Grand Prix of Poland, Velocità
3ª prova Coppa del mondo 2018-2019, 500 metri a cronometro (Berlino)
- 2019

Grand Prix of Poland, Velocità a squadre (con Ljubov Basova)
Grand Prix of Poland, Velocità
- 2020

Troféu Literio Augusto Marques, Keirin
Campionati europei, Keirin
- 2021

Lviv Open Cup, Velocità
4ª prova Champions League, Keirin (Londra)
- 2022

Grand Prix Brno, Keirin

## Piazzamenti
- Campionati del mondo su pista

Cali 2014 - Velocità a squadre: 8ª
St. Quentin-en-Yv. 2015 - Velocità a squadre: 14ª
Londra 2016 - Velocità a squadre: 13ª
Hong Kong 2017 - Velocità: 23ª
Hong Kong 2017 - 500 metri: 5ª
Hong Kong 2017 - Keirin: 21ª
Apeldoorn 2018 - Velocità: 10ª
Apeldoorn 2018 - 500 metri: 5ª
Pruszków 2019 - Velocità a squadre: 12ª
Pruszków 2019 - Velocità: 5ª
Pruszków 2019 - 500 metri: 2ª
Berlino 2020 - Velocità a squadre: 15ª
Berlino 2020 - Velocità: 9ª
Berlino 2020 - 500 metri: 14ª
St. Quentin-en-Yv. 2022 - Velocità: 11ª
St. Quentin-en-Yv. 2022 - Keirin: 16ª
- Giochi olimpici

Tokyo 2020 - Velocità a squadre: 8ª
Tokyo 2020 - Keirin: 4ª
Tokyo 2020 - Velocità: 2ª

### Competizioni europee
- Campionati europei su pista

Anadia 2014 - 500 metri Junior: 3ª
Atene 2015 - Velocità Under-23: 10ª
Atene 2015 - 500 metri Under-23: 10ª
Grenchen 2015 - 500 metri: 9ª
Montichiari 2016 - Velocità Under-23: 6ª
Montichiari 2016 - 500 metri Under-23: 9ª
Montichiari 2016 - Keirin Under-23: 10ª
St. Quentin-en-Yv. 2016 - 500 metri: 5ª
Anadia 2017 - Velocità Under-23: vincitrice
Anadia 2017 - 500 metri Under-23: 2ª
Monaco di Baviera 2022 - Velocità: 7ª
Monaco di Baviera 2022 - 500 metri: 4ª
Glasgow 2018 - Velocità a squadre: 2ª
Glasgow 2018 - Velocità: 6ª
Glasgow 2018 - 500 metri: 2ª
Apeldoorn 2019 - Velocità a squadre: 8ª
Apeldoorn 2019 - Velocità: 2ª
Apeldoorn 2019 - 500 metri: 3ª
Plovdiv 2020 - Velocità a squadre: 3ª
Plovdiv 2020 - Velocità: 3ª
Plovdiv 2020 - Keirin: vincitrice
Plovdiv 2020 - 500 metri: 4ª
Grenchen 2021 - Velocità a squadre: 6ª
Grenchen 2021 - Velocità: 4ª
Grenchen 2021 - Keirin: 2ª
Monaco di Baviera 2022 - Velocità a squadre: 5ª
Monaco di Baviera 2022 - 500 metri: 2ª
Monaco di Baviera 2022 - Velocità: 9ª
Monaco di Baviera 2022 - Keirin: 3ª
- Giochi europei

Minsk 2019 - Velocità a squadre: 6ª
Minsk 2019 - Keirin: 10ª
Minsk 2019 - Velocità: 5ª
Minsk 2019 - 500 metri: 2ª